# Liste lettischer Komponisten klassischer Musik
Dies ist eine Auflistung lettischer Komponisten klassischer Musik.
- Pēteris Barisons (1904–1947)
- Mendelis Bašs (1919–2012)
- Kārlis Baumanis (1835–1905)
- Mārtiņš Brauns (1951–2021)
- Jānis Cimze (1814–1881)
- Pauls Dambis (* 1936)
- Emīls Dārziņš (1875–1910)
- Volfgangs Dārziņš (1906–1962)
- Rihards Dubra (* 1964)
- Ēriks Ešenvalds (* 1977)
- Maija Einfelde (* 1939)
- Lūcija Garūta (1902–1977)
- Edmunds Goldšteins (1927–2008)
- Jēkabs Graubiņš (1886–1961)
- Romualds Grīnblats (1930–1995)
- Artūrs Grīnups (1931–1989)
- Jānis Ivanovs (1906–1983)
- Igors Jerjomins (1916–1987)
- Romualds Jermaks (* 1931)
- Andrejs Jurjāns (1856–1922)
- Aldonis Kalniņš (* 1928)
- Alfrēds Kalniņš (1879–1951)
- Imants Kalniņš (* 1941)
- Jānis Kalniņš (1904–2000)
- Romualds Kalsons (1936–2024)
- Juris Karlsons (* 1948)
- Tālivaldis Ķeniņš (1919–2008)
- Jānis Ķepītis (1908–1989)
- Roberts Liede (1967–2006)
- Arturs Maskats (* 1957)
- Jānis Mediņš (1890–1966)
- Jāzeps Mediņš (1877–1947)
- Jēkabs Mediņš (1885–1971)
- Emilis Melngailis (1874–1954)
- Jānis Norvilis (1906–1994)
- Georgs Pelēcis (* 1947)
- Jānis Petraškevičs (* 1978)
- Pēteris Plakidis (1947–2017)
- Ģederts Ramans (1927–1999)
- Santa Ratniece (* 1977)
- Vilnis Salaks (* 1939)
- Ādolfs Skulte (1909–2000)
- Bruno Skulte (1905–1976)
- Alfrēds Tīss (1928–1997)
- Pēteris Vasks (* 1946)
- Andris Vecumnieks (* 1964)
- Ernests Vīgners (1850–1933)
- Ruta Vintule (* 1944)
- Jāzeps Vītols (1863–1948)
- Jānis Zālītis (1884–1943)
- Marģeris Zariņš (1910–1993)
- Imants Zemzaris (* 1951)
- Valdis Zilveris (* 1963)